# Месеча Олег Олексійович
Олег Олексійович Месеча (1953 — 3 листопада 2013) — радянський і український актор театру і кіно.
У 1978 році закінчив Київське державне естрадно-циркове училище (зараз Київський державний коледж естрадного і циркового мистецтва), курс Едуарда Митницького.
З 1979 року працює у Київському академічному театрі драми і комедії на лівому березі Дніпра. З 1981 по 1990 роки був постійним ведучим радіопрограм: «Пионер Украины», «Старшеклассник», «Музыкальный абонемент школьника». У 1986 році тричі виїжджав з групою театру у зону аварії на Чорнобильської АЕС.
Дипломант Республіканського конкурсу артистів розмовного жанру (1989).
Нагороджений Почесною відзнакою Міністерства культури і туризму України (2003).
Помер у листопаді 2013 року.